# Яблуко розбрату

Яблуко розбрату, Слово Καλλίστῃ було написано на ньому Еридою

Яблуко розбрату, також Яблуко незгоди, Яблуко чвар (грец. μῆλον τῆς Ἔριδος) — вислів, пов'язаний із міфом про яблуко, що його богиня чвар Ерида підкинула гостям на весіллі Пелея та Фетіди.
Переносно — предмет суперечок, причина ворогування.

## Яблуко розбрату в міфах
На весілля Пелея та Фетіди богиня Ерида не була запрошена, тому задля помсти підкинула туди золоте яблуко з написом «найпрекраснішій». Богині Гера, Афіна і Афродіта, що були там, стали сперечатися між собою кому належатиме яблуко, оскільки кожна вважала найпрекраснішою себе. Зевс відмовився розсудити богинь, натомість доручив винести рішення смертному Парісу.
Паріс розважався тим, що влаштовував бої биків і його бики постійно перемагали. Він пообіцяв одягнути на чужого бика, який зможе перемогти його власного, золоту корону. Бог Арес задля жарту перетворився на бика і переміг. Паріс дотримався слова і прикрасив переможця короною. Саме за його чесність Зевс обрав цього юнака розсудити богинь.
Кожна пообіцяла за оголошення найпрекраснішою її велику винагороду. Гера пообіцяла зробити Паріса володарем всієї Азії та наймогутнішою людиною з усіх, що жили на той час. Афіна запропонувала давати перемоги в усіх битвах, наділити Паріса найбільшим багатством, красою і мудрістю. Афродіта ж — кохання найпрекраснішої смертної жінки Єлени. Паріс присудив яблуко саме Афродіті, як наслідок Гера і Афіна замислили помститися, знищивши батьківщину Паріса — Трою, що зрештою почало Троянську війну.